# Vandamia gladstonei
Vandamia gladstonei är en fjärilsart som beskrevs av Van Son 1933. Vandamia gladstonei ingår i släktet Vandamia och familjen trågspinnare. Inga underarter finns listade i Catalogue of Life.